# Zofia Kowalczyk (polityk)
Zofia Kowalczyk (ur. 6 maja 1945 w Tarczynie) – polska rolniczka i polityczka, posłanka na Sejm RP I kadencji.

## Życiorys
Ukończyła Technikum Ogrodnicze w Pruszczu Gdańskim, uzyskując tytuł zawodowy rolnika-ogrodnika. W 1991 uzyskała mandat posłanki na Sejm I kadencji. Została wybrana z listy ogólnopolskiej kandydatów w okręgu katowickim z listy PSL – Sojusz Programowy. Zna biegle język rosyjski, a z zawodu jest rolniczką.
Zasiadała w Komisji Polityki Społecznej oraz w czterech podkomisjach: Podkomisji nadzwyczajnej do rozpatrzenia projektu ustawy budżetowej na rok 1992, Podkomisji nadzwyczajnej do opracowania opinii dotyczącej działalności Biur Pracy, Podkomisji nadzwyczajnej do rozpatrzenia rządowego projektu ustawy budżetowej na rok 1993 oraz Podkomisji nadzwyczajnej do rozpatrzenia poselskiego projektu ustawy o zmianie ustawy z dnia 17 października 1991 roku o rewaloryzacji emerytur i rent o zasadach ustalania emerytur i rent oraz o zmianie niektórych ustaw.